# Радомир Радовић
Радомир Радовић (1951 — Орашац, 30. април 1984) био је грађевински техничар, синдикалац и један од 28 чланова Отвореног универзитета ухапшених 20. априла 1984. Залагао се за стварање синдиката независног од државе. Пронађен је мртав неколико дана касније, 30. априла, под нерасветљеним околностима.

## Биографија и политички ангажман
Завршио је средњу техничку школу и био политички и синдикално веома ангажован.
Организовао је петицију међу радницима предузећа Минела којом се тражило да се смени и казни за крађу један од директора, Радоје Стефановић. Започета је истрага која је убрзо прекинута јер је Стефановић добио позицију као вођа извршног већа града Београда. Радовић је отпуштен.
Запослио се у предузећу Хидроградња у ком је радио до смрти. Водио је радничку петицију против Микаине Савић, судије у Суду удруженог рада. Петиција није успела и одбранила је градска власт.
Новембра 1982. писмено се обратио Деветом конгресу Савеза синдиката са критиком система и предлозима за излазак из дубоке друштвене и економске кризе. Захтевао је да се синдикат одвоји од органа власти и партије, да буде слободна асоцијација радника, да се озакони право на штрајк, да се именују структуре и појединци који су довели до кризе, уз примену одговарајућих политичких и кривичних санкција. Тражио је потпуну јавност рада свих органа власти и друштвену контролу над њиховом делатношћу. Заложио се за слободну штампу и отворени друштвени дијалог о свим горућим питањима. Посебно је захтевао да Конгрес осуди долазак на власт војних хунти у Турској и Пољској и упути протестно писмо због њиховог кршења основних људских и синдикалних права. Власт је ово писмо третирала као „јеретичко” и повезивали су га са подршком Леху Валенси.

## Хапшење и смрт
Ухапшен је 20. априла 1984. заједно са 28 чланова Отвореног универзитета Милована Ђиласа. У ноћи између 20. и 21. априла испитивао га је Ранко Савић, брат Микаине Савић. Пуштен је на слободу 21, а већ 22. априла поново доведен на испитивање и пуштен 23. априла.
Пронађен је мртав у својој викендици у Орашцу код Обреновца 30. априла 1984. Поводом његове смрти 19 интелектуалаца, укључујући Добрицу Ћосића, Мићу Поповића, Гојка Николиша и Михаила Марковића, упутило је протестно писмо савезном секретару за унутрашње послове Станету Доланцу 6. маја 1984. Писмо је објављено у лондонском часопису Индекс цензуре 1. августа 1984. То је била прва петиција у СФРЈ која је од шефа полиције тражила објашњење за неразјашњено убиство и у супротном захтевала да прихвати одговорност и поднесе оставку на своју позицију. Власт је саопштила да је Радовић извршио самоубиство тако што се отровао пестицидима.